# Eckhard Schiffer
Eckhard Schiffer (* 31. Januar 1944) ist ein deutscher Mediziner und Buchautor.

## Leben
Eckhard Schiffer erwarb sein Abitur 1964 an der Hindenburg-Schule, dem heutigen Herbartgymnasium in Oldenburg. Er studierte Medizin von 1965 bis 1971 erst an der Christian-Albrechts-Universität zu Kiel und darauf an der Universität Münster. Dort promovierte er 1972 mit der Dissertation Das Verhalten des Herzens nach Defibrillationsschock. Im Jahre 1978 wurde Schiffer Arzt am Christlichen Krankenhaus in Quakenbrück und später Chefarzt für Psychosomatische Medizin.
Im Jahre 2009 ging Schiffer in den Ruhestand.

## Publikationen
- Das Verhalten des Herzens nach Defibrillationsschock, 1972, Dissertation.
- Der entfremdete Hunger. Weltzerstörende Unersättlichkeit als verzweifelte Suche nach Sinn und Geborgenheit, RECOM, Basel u. Baunatal, 1990. ISBN 978-3-315-00068-2.
- Warum Huckleberry Finn nicht süchtig wurde. Anstiftung gegen Sucht und Selbstzerstörung bei Kindern und Jugendlichen, Weinheim u. Berlin, 1993. 14. vollst. überarb. u. erw. Aufl., Verlag Gesunde Entwicklung, Bad Gandersheim, 2023. ISBN 978-3-949646-17-1.
- Warum Hieronymus B. keine Hexe verbrannte. Möglichkeiten und Motive gegen Gewalt bei Kindern und Jugendlichen, Weinheim u. Berlin, 1994. Neuaufl. 1999. ISBN 978-3-407-22026-4.
- Der kleine Prinz in Las Vegas. Spielerische Intelligenz gegen Krankheit und Resignation, Weinheim u. Berlin, Beltz, Quadriga, 1997. Neuaufl. 2001. ISBN 978-3-407-22105-6.
- Wie Gesundheit entsteht. Salutogenese: Schatzsuche statt Fehlerfahndung, Weinheim, 2001. ISBN 978-3-407-22090-5. 8. überarb. u. erw. Aufl. 2013.
- Nachdenken über Zappelphilipp. ADS: Beweg-Gründe und Hilfen, mit Heidrun Schiffer, Weinheim u. Basel, 2002. ISBN 978-3-407-22844-4.
- LernGesundheit - Lebensfreude und Lernfreude in der Schule und anderswo, mit Heidrun Schiffer, Weinheim u. Basel, 2004. ISBN 978-3-407-22154-4.
- Reise zur Gelassenheit, Freiburg im Breisgau, 2006. Neuaufl. bei Shaker Media, 2014. ISBN 978-3-95631-104-8.
- Warum Tausendfüßler keine Vorschriften brauchen. Intuition. Wege aus einer normierten Lebenswelt, Weinheim u. Basel, Beltz, 2008. ISBN 978-3-407-85857-3.
- Entdeckung sozialer Gesundheit, Psychosozial-Verlag, Gießen, 2021. ISBN 3-8379-3041-6.